# Jubiläumsausstellung 1898

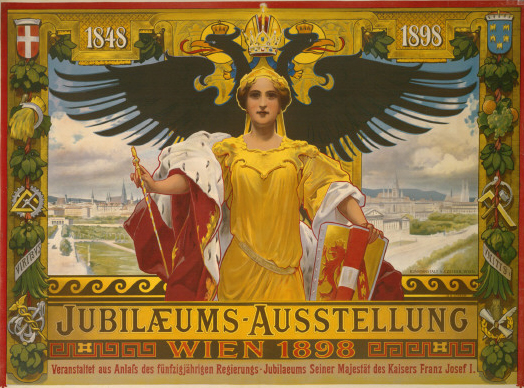
Plakat der Jubiläumsausstellung

Die Jubiläumsausstellung im Wiener Rotundengelände von 7. Mai bis 18. Oktober 1898 wurde anlässlich des 50-Jahr-Regierungsjubiläums von Kaiser Franz Joseph I. veranstaltet. Organisator war der Niederösterreichische Gewerbeverein, als Präsident des Ausstellungsvorstandes fungierte Dominik Graf Hardegg (1846–1924), als Vizepräsident der Seidenbandfabrikant Anton (Edler von) Harpke (1840–1903); für die architektonischen Anordnungen zeichnete Emil Bressler (1847–1921) verantwortlich. Zweck der Ausstellung waren die Präsentation der Leistungsfähigkeit von Gewerbe und Industrie sowie der technische Fortschritt während der Regentschaft von Franz Joseph I.
In Wien wurden 1898 aus demselben Anlass zahlreiche weitere Ausstellungen ausgerichtet, die jedoch als organisatorisch autonom zu betrachten sind. Ebenso fand, wenn auch in unvergleichbar kleinerem Rahmen, von 1. September bis 16. Oktober des Jahres eine eigene Jubiläumsausstellung in Bozen statt.  In Baden bei Wien wurde die für 3. bis 11. September 1898 anberaumte, die Ausstellungszweige Garten und Weinbau umfassende Kaiser Jubiläums-Ausstellung von Erich von Kielmansegg (1847–1923), Statthalter von Niederösterreich, eröffnet.

## Eröffnung

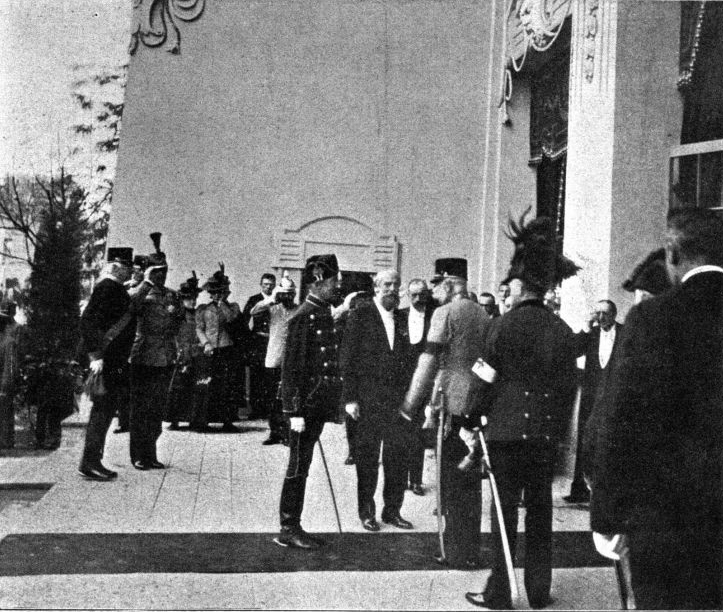
Empfang des Kaisers vor dem Pavillon der Wohlfahrtsausstellung, 31. Mai 1898

Die Eröffnung wurde am 7. Mai durch den Kaiser persönlich vorgenommen; zugegen waren neben Angehörigen des Erzhauses Vertreter von Regierung und Klerus sowie der Bürgermeister von Wien, Karl Lueger. Lang anhaltende Regengüsse während der ersten Öffnungstage richteten enorme Schäden an den Straßen zum Rotundengelände an, manche Wege waren tagelang nicht begehbar. Diese ungünstigen Wetterverhältnisse konnten jedoch dem Interesse des Publikums keinen Abbruch tun.

## Ausstellungsprofil

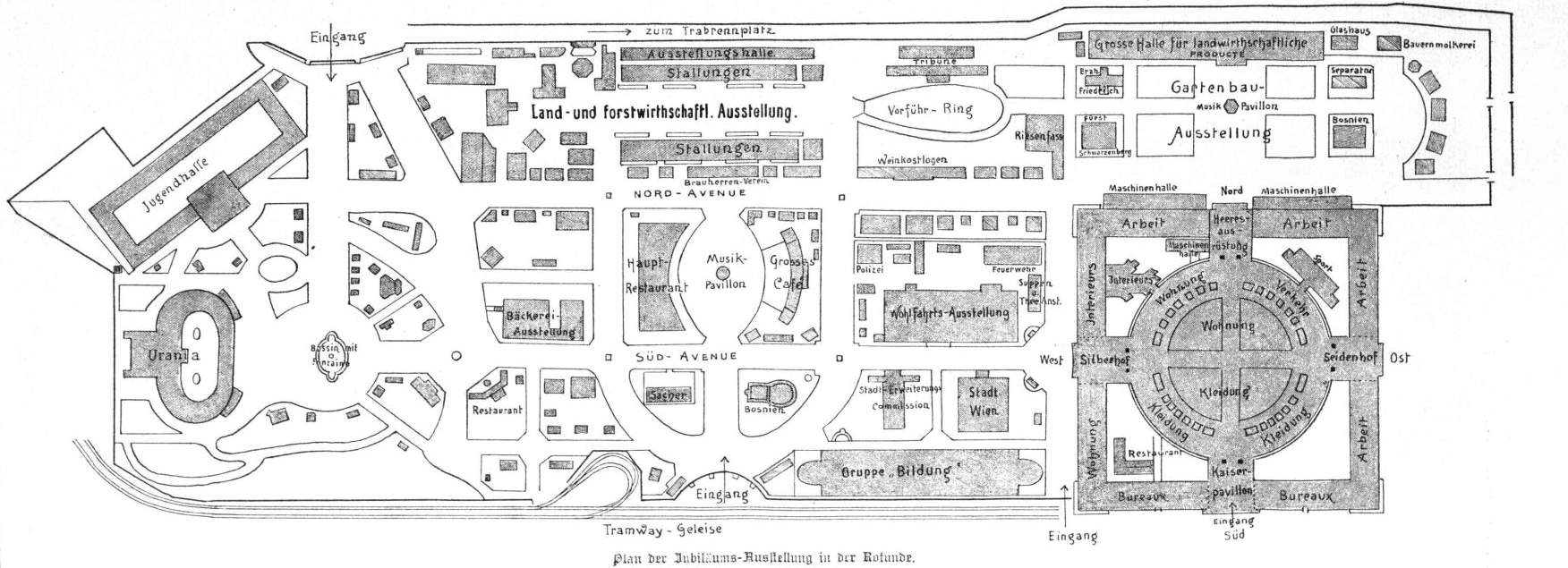
Plan des Ausstellungsgeländes

Die Exposition war in eine Gewerbe- sowie in eine land- und forstwirtschaftliche Ausstellung geteilt und präsentierte die neuesten Errungenschaften der Industrialisierung, erlaubte jedoch auch einen Rückblick über die Entwicklungen der vorherigen fünf Jahrzehnte. Weiters waren 30 temporäre Spezialausstellungen installiert, die einen zusätzlichen Anreiz bieten sollten. Neben dem Westportal der Rotunde war das Zentrum der Ausstellung mit dem Musik-Pavillon. Um dieser herum gruppierten sich die Einzelpavillons sowie die große Halle für die permanente Ausstellung. Die Tramwaystraße wurde zu einer „Avenue der Ernährung“ umgestaltet, wo sich die Lebensmittel-Industrie präsentierte. Die land- und forstwirtschaftliche Ausstellung nahm das nördliche Gelände ein und umfasste das gegenüberliegende Areal nördlich der Rotunde, wo die Gartenbau-Gesellschaft positioniert war.

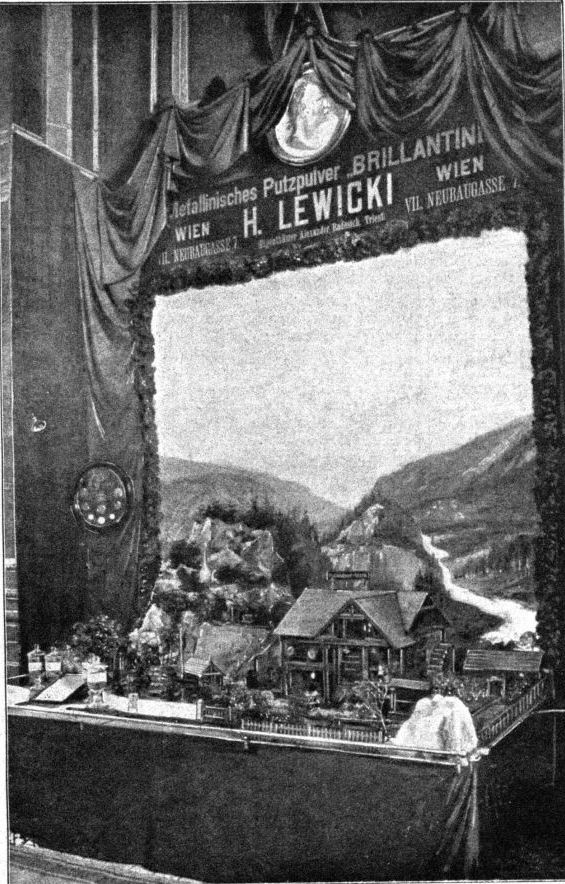
Exponat der Firma H. Lewicki

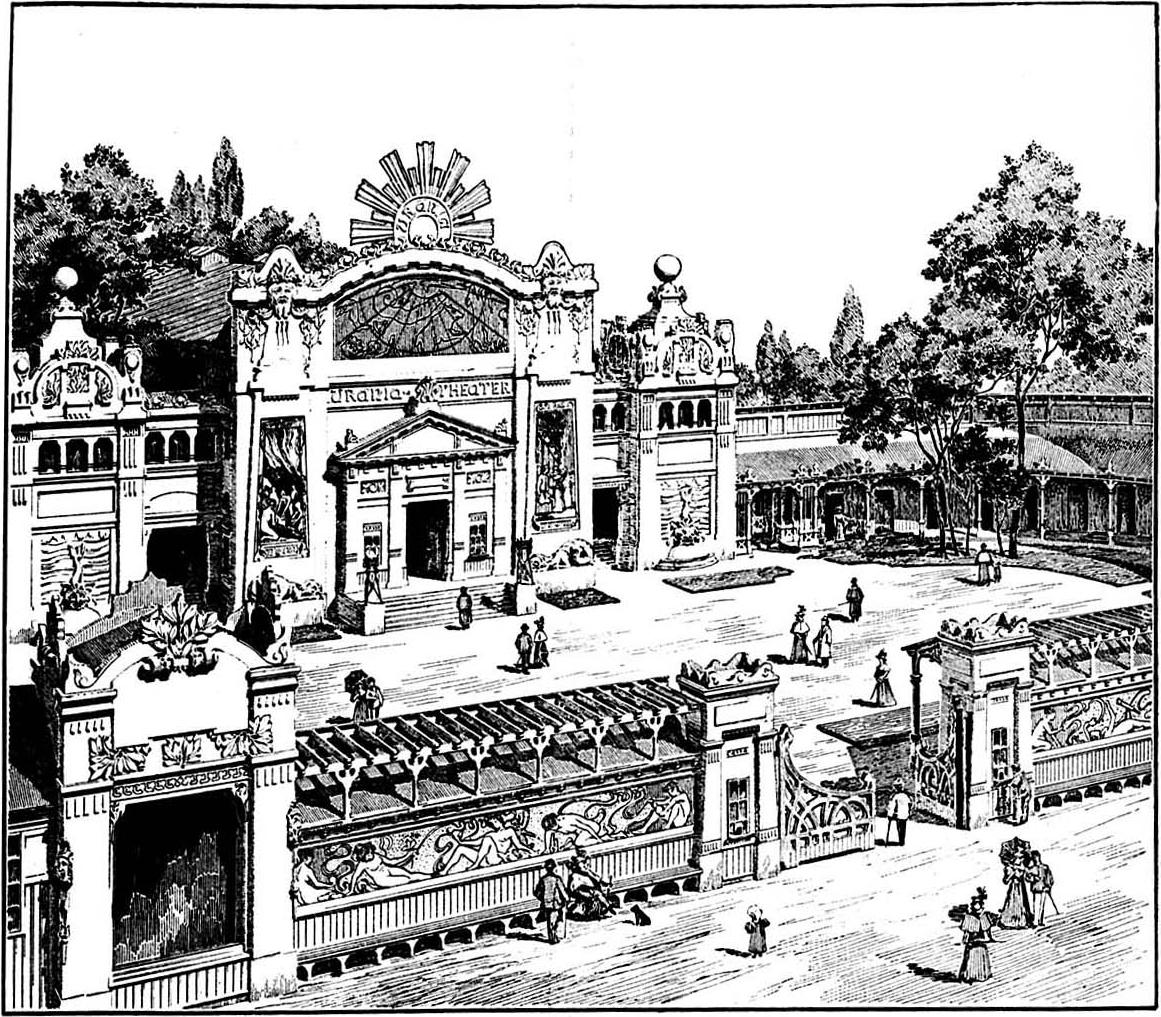
Urania-Theater (Architekt: Ludwig Baumann)

Großer Raum wurde dem am 16. April 1897 gegründeten Verein „Wiener Urania“ mit seinem Direktor, dem Mineralogen Aristides Brezina (1848–1909)  geboten. Eine eigene Urania-Ausstellung informierte über zahlreiche populärwissenschaftliche Themen. Der Verein errichtete ein eigenes Gebäude am Gelände, das Urania-Theater mit Bühne, die mit elektrisch betriebenen Mechanismen gesteuert werden konnte, sowie eine eigene Sternwarte aufwies. In dem Theatersaal fanden täglich Lichtbildvorführungen über geschichtliche Ereignisse sowie Gewinnung und Verarbeitung von Eisen statt. Vom Gelände der Urania aus stieg bei günstigen Wetterbedingungen ein Kugelballon und ein Fesseldrachenballon auf, der meteorologische Beobachtungen zuließ. Tagsüber entführten diesen die Besucher in eine Höhe von bis zu 800 Meter. Nachts wurde der Fesseldrachenballon, der als Wahrzeichen der Ausstellung galt und eine Länge von 33 Meter sowie eine Breite von 7,5 Meter aufwies, von der Rotunde, dem Stephansdom und dem Kahlenberg mit elektrischen Scheinwerfern beleuchtet. Im Gelände wurde von den Elektrikern des Vereins eine elektrische Kleinbahn mit einer Länge von zwei Kilometer aufgebaut. Die Botaniker gestalteten einen Musterlehrgarten, die Physiker und Präzisionsmechaniker stellten ein Laboratorium zur Verfügung, in dem interessierte Besucher Versuche durchführen konnten und die Zoologen bauten ein Süßwasser-Aquarium.
Die vom Göttinger Chemiker Walther Nernst neuerfundene elektrische Glühlampe, die sogenannte Nernstlampe, wurde auf dieser Ausstellung erstmals einer breiten Öffentlichkeit vorgeführt. Als Ausstellungsteilnehmer trat die (seit 1889 als AG bestehende) „Internationale Elektricitäts-Gesellschaft“ in eigenem Ausstellungsobjekt auf und bot ein lehrreiches Bild der verschiedenen Hilfsapparate zur Weiterleitung, Transformierung und Nutzbarmachung des elektrischen Stroms.
Die Stadt Wien präsentierte die bauliche Entwicklung der vorangegangenen 50 Jahre, inklusive der Wienfluss-Regulierung und der Bau der Sammelkanäle. Als weitere Abteilungen der Stadt Wien zeigten sich das Veterinär- und das Marktamt sowie das städtische Gaswerk. Die Wiener Tramway-Gesellschaft eröffnete anlässlich der Jubiläumsausstellung zu einer bereits bestehenden zwei weitere Linien mit elektrischen Straßenbahnen, für die Strecken Ausstellungsstraße bis Rotunde sowie Radetzkystraße bis Prater Hauptallee.
Weitere Aussteller waren das Brauerei- und das Bäckereigewerbe, das „k.k. Polizei-Präsidium“ mit eigenem Pavillon mit einer Schau über Verbrecher-Korrespondenzen, weiters die Städtische Feuerwehr, die Wiener Freiwillige Rettungsgesellschaft, der Verein der Freunde der Feuerbestattung „Die Flamme“ und der erste allgemeine Beamtenverein.
Kurzfristig wurde die Exposition durch das tödlich endende Attentat auf Kaiserin Elisabeth vom 10. September in Mitleidenschaft gezogen.
Insgesamt erfreute sich die Ausstellung eines großen Besucherandranges, weswegen das ursprünglich geplante Ende von 9. Oktober auf 18. Oktober verlängert wurde.
Insgesamt sahen 2,3 Millionen Menschen die Ausstellung. Die meisten Besucher stammten aus Wien; von den von außerhalb Wiens kommenden hatten 40.000 ihre Eintrittskarte zusammen mit einem Eisenbahnbillett gelöst. Am Schlusstag wurden knapp 30.000 Besucher gezählt; am nächsten Morgen begann die Demolierung der Bauprovisorien.

## Collectiv-Ausstellung der Automobilbauer Österreichs
Der 1898 gegründete Österreichische Automobil-Club engagierte sich um die Ausrichtung der ersten Automobil-Exposition im Rahmen der Jubiläumsausstellung. Diese „Collectiv-Ausstellung der Automobilbauer Österreichs“ war in einem bescheidenen Rahmen abgehalten.
Diese Schau zeigte die vier ersten im damaligen Österreich gebauten Automobile, darunter den Wagen von Siegfried Marcus aus den Jahren 1888/89, zwei Fahrzeuge von Jakob Lohner (Egger-Lohner Elektromobil) und Ignaz Schustala von der Nesselsdorfer Wagenbau-Fabriks-Gesellschaft präsentierte das Modell „Präsident“. Dieses Fahrzeug erhielt seinen Namen in Anlehnung an den ÖAC-Präsidenten Gustav Graf Pötting und ist das erste industriell gefertigte österreichische Automobil der k.k. Zeit. Der „Präsident“ ging als Schenkung in das Eigentum des Klubs über.

## Weitere Spezialausstellungen
Die Jugendhalle bot eine umfassende Schau über das niederösterreichische und das Wiener Erziehungs- und Volksschulwesen seit 1848 und informierte über die historische Entwicklung des Schulwesens in Österreich seit Einführung der Schulordnung 1774 durch Kaiserin Maria Theresia. Eine eigene Spezialausstellung war den Themen Sport und Ernährung gewidmet. In der Jugendhalle fanden regelmäßig Vorführungen von „Lichtbildern“ statt.
Von 14. bis 17. Mai fand die Herdbuch-Ausstellung statt. Ausgestellt wurden Tiere, die im Rinder-Herdbuch der „k.k. Landwirtschaftsgesellschaft“ in Wien eingetragen waren. Weiters liefen „Jubiläums-Pferde-Ausstellungen“, eine Ausstellung des Wiener Trabrennvereines und die Wohlfahrtsausstellung. An drei Tagen im Juli und August fanden unter dem Titel „athletische Meetings“ Sportveranstaltungen statt, wo der „Kampf um die Weltmeisterschaft im Stemmen und Stoßen von Gewichten“ oder den „Kampf um die Europameisterschaft im Ringen“ ausgetragen wurde.

## Elektrizität bei der Ausstellung
Die elektrische Beleuchtung im Ausstellungsgelände wurde von der Internationalen Elektricitäts-Gesellschaft eingerichtet und über deren Kabelnetz, ausgehend von der Centralstation II in der nahegelegenen Engerthstraße, betrieben. Dies bedeutete einen Fortschritt gegenüber vorherigen Ausstellungen, wo noch kostspielige, provisorische Maschinen-Stationen errichtet wurden. Auch die Beleuchtungsstärke in der Rotunde war beinahe doppelt so groß wie bei vorherigen Ausstellungen. Nach Beginn der Schau wurde die Zentralstation zum Exponat der Ausstellung erklärt und konnte besichtigt werden.
Elektrizität spielte bei dieser Veranstaltung eine umfassende Rolle beim Antrieb der Motoren und Arbeitsmaschinen in den Ausstellungsbereichen. Zu den Spezialitäten der Ausstellung gehörten eine elektrisch betriebene Luftbahn, ein elektrisch betriebener Sesselballon (ein Pendant des Riesenrades im Englischen Garten in München). Die Wiener Zeitung vom 8. Mai 1898 berichtet über die Eröffnung durch den Kaiser und schreibt in diesem Zusammenhang von der imposanten abendlichen Beleuchtung von 1.200 Bogenlampen und 8.000 Glühlampen, die Rotunde und die beiden Hauptavenuen waren taghell beleuchtet. Als bemerkenswerte Errungenschaften wurden eine indirekte Beleuchtung in einem Musterschulzimmer sowie die elektrische Bühnenbeleuchtung der Urania präsentiert.

## Das Erbe
Eine Folge der Ausstellung ist das 1899 gegründete k.k. Polizeimuseum, wofür zahlreiche Exponate übernommen wurden. Heute ist dieses Museum mit dem Wiener Kriminalmuseum vereinigt. Viele Exponate der Wohlfahrtsausstellung wurden als Grundstock in das neu gegründete „Sociale Museum“ eingebracht, eine Initiative des Lungenfacharztes Anton Loew (1847–1907), Präsident der Kommission der Wohlfahrtsausstellung.
Ein großes Gemälde von Carl Moll, eine bei der Ausstellung gezeigte Vogelperspektive Wiens, wurde in der Folge im k.k. Hofpavillon der Wiener Stadtbahn angebracht, wo es sich bis heute befindet. Weiters wurde mit Exponaten aus der Jugendhalle in der Grünentorgasse im 9. Wiener Gemeindebezirk ein Österreichisches Schulmuseum gegründet.
Der Verein der Urania hatte bereits während der Ausstellung angekündigt, in Wien ein Gebäude zu errichten. Nach dem Ende der Ausstellung fand der Betrieb der Urania vorerst im Deutschen Volkstheater statt, bis 1910 am Donaukanal das neue Gebäude, die Urania, eröffnet wurde.
Die Aussichtswarte wurde demontiert und in Ottakring unter dem Namen Jubiläumswarte wieder aufgestellt.